# Malý Cetín
Malý Cetín (bis 1927 slowakisch „Malý Citýň“; deutsch Kleinzitin, ungarisch Kiscétény) ist eine Gemeinde im Westen der Slowakei mit 502 Einwohnern (Stand 31. Dezember 2024), die zum Okres Nitra, einem Teil des Nitriansky kraj gehört.

## Geographie

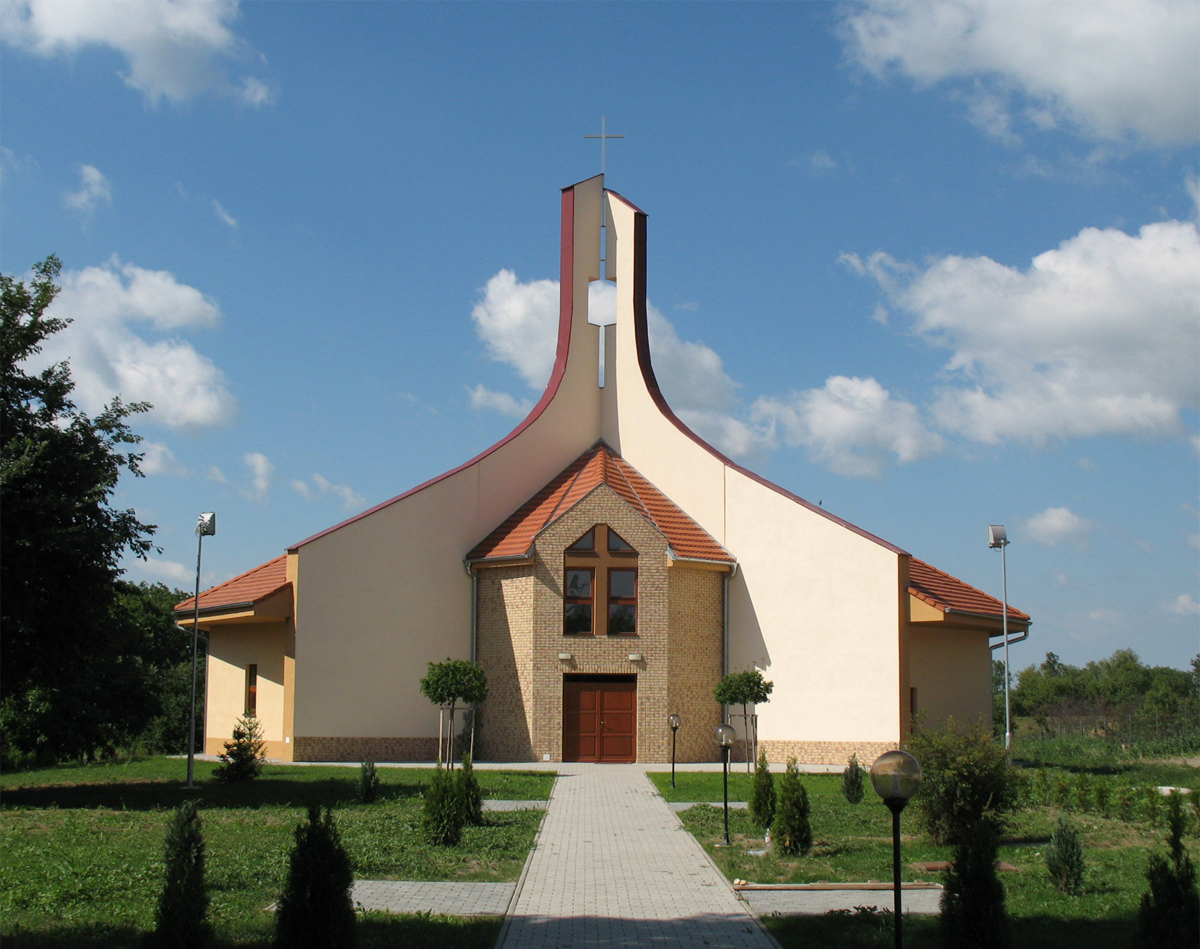
Kirche in Malý Cetín

Die Gemeinde befindet sich am westlichen Rande des Hügellands Žitavská pahorkatina (Teil des Donauhügellands) am Unterlauf der Nitra. Das Ortszentrum liegt auf einer Höhe von 135 m n.m. und ist 13 Kilometer von Nitra entfernt.

## Geschichte
Der Ort wurde zum ersten Mal 1113 als Syrinc schriftlich erwähnt und war damals ein Gut des Klosters am Zobor. Nach dem 15. Jahrhundert gehörte er zum Erzbistum Gran, das das Dorf an Edelmänner von Veľký Cetín verpachtete. 1787 zählte man 39 Häuser und 217 Einwohner, 1828 38 Häuser und 265 Einwohner.
Bis 1918 gehörte der im Komitat Neutra liegende Ort zum Königreich Ungarn und kam danach zur Tschechoslowakei beziehungsweise heute Slowakei.
Von 1960 bis 1990 war Malý Cetín mit der Nachbargemeinde Čechynce in die Gemeinde Nitrany zusammengeschlossen.

## Bevölkerung
| Jahr                | 1994 | 2004 | 2014    | 2024     |
| ------------------- | ---- | ---- | ------- | -------- |
| Anzahl der Personen | 384  | 384  | 398     | 502      |
| Unterschied         |      | +0 % | +3,64 % | +26,13 % |

| Jahr                | 2023 | 2024    |
| ------------------- | ---- | ------- |
| Anzahl der Personen | 502  | 502     |
| Unterschied         |      | +1,42 % |

2011 wohnten im Dorf 388 Einwohner, davon 349 Slowaken, 33 Magyaren, 2 Tschechen, 1 Serbe und 1 anderer Ethnie, bei 2 Einwohnern ist die Ethnie nicht festgestellt. 778 Einwohner bekannten sich zur römisch-katholischen Kirche und 4 Einwohner zur evangelischen Kirche A. B. 19 Einwohner waren konfessionslos und bei 9 Einwohnern ist die Konfession nicht ermittelt.
Ergebnisse nach der Volkszählung 2001 (374 Einwohner):
| Nach Ethnie: - 91,18 % Slowaken - 8,29 % Magyaren - 0,27 % Tschechen | Nach Konfession: - 93,85 % römisch-katholisch - 4,28 % konfessionslos - 1,34 % evangelisch |

## Bauwerke
- römisch-katholische Sieben-Schmerzen-Kirche, 2008 fertiggestellt